# Rasalas

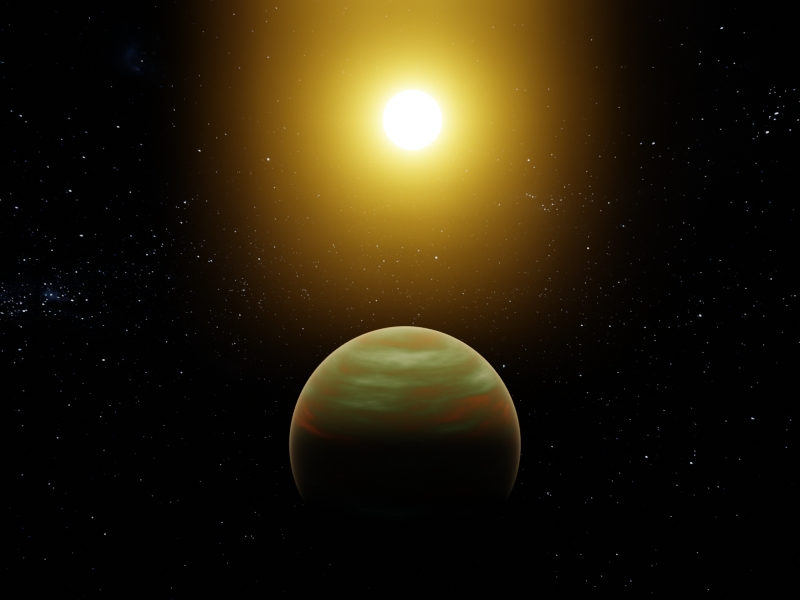
Impresión artística de Mu Leonis B

Rasalas es el nombre de la estrella μ Leonis (μ Leo / 24 Leonis), en la constelación de Leo.
Tiene magnitud aparente +3,88 y se encuentra a 124 años luz del sistema solar.

## Nombre
Situada en la parte norte de la cabeza del león, el nombre de Rasalas proviene de una palabra árabe que precisamente alude a su posición.
Los árabes llamaban a esta estrella y a Ras Elased Australis (ε Leonis) Al Ashfār, «las cejas». 
Mu Leonis también recibe los nombres de Ras Elased Borealis —Borealis significa norte en latín— y Alshemali.

## Características
Rasalas es una gigante naranja de tipo espectral K2III con una temperatura efectiva de 4500 K.
Tiene una luminosidad 65 veces superior a la del Sol y un radio 13 veces más grande que el radio solar.
Su masa es entre un 50% y un 70% mayor que la masa solar.
A diferencia de otras gigantes naranjas en cuyo interior el helio se transforma en carbono y oxígeno, Rasalas se encuentra en un estadio temprano de su evolución, con un núcleo de helio aún contrayéndose. Debido a ello, su brillo irá en aumento —en un factor entre 10 y 20— en los próximos 50 millones de años.
También hay que señalar la elevada metalicidad de esta estrella ([Fe/H] = +0,31), con un contenido relativo de hierro que duplica al existente en el Sol. Ello implica una gran abundancia en metales en el lugar de nacimiento de la estrella.
Asimismo es una gigante muy rica en cianógeno —al igual que φ Aurigae o 18 Librae—, habiendo sido también catalogada como K2IIbCN2.